# Sphaerocionium prionema
Sphaerocionium prionema là một loài dương xỉ trong họ Hymenophyllaceae. Loài này được Pic.Serm. mô tả khoa học đầu tiên năm 1973.
Danh pháp khoa học của loài này chưa được làm sáng tỏ. 